# Poptún
Poptún é uma cidade da Guatemala do departamento de El Petén.